# Ramous
Ramous település Franciaországban, Pyrénées-Atlantiques megyében. Lakosainak száma 484 fő (2022. január 1.). Ramous Ossages, Baigts-de-Béarn, Bellocq, Bérenx és Puyoô községekkel határos.

## Népesség
A település népessége az elmúlt években az alábbi módon változott:
| Lakosok száma | 497  | 505  | 511  | 495  | 495  | 494  | 491  | 487  | 484  |
|               | 2013 | 2015 | 2016 | 2017 | 2018 | 2019 | 2020 | 2021 | 2022 |